# Premios de la Sociedad Internacional de Cinéfilos 2023
La 20ª edición de los Premios de la Sociedad Internacional de Cinéfilos se celebró el 12 de febrero de 2023. La cinta británica Aftersun es la más nominada con 10 candidaturas. Le siguen la española Pacifiction con 9 nominaciones, y empatando con 7 nominaciones aparecen la francesa Saint Omer y la surcoreana Decision to Leave.

## Premios y nominaciones
La cinta o especialista ganador estará resaltado en dorado.

### Mejor película
| País           | Título                      | Director          |
| -------------- | --------------------------- | ----------------- |
| Reino Unido    | Aftersun                    | Charlotte Wells   |
| España         | Alcarrás                    | Carla Simón       |
| Reino Unido    | The Banshees of Inisherin   | Martin McDonagh   |
| Francia        | Coma                        | Bertrand Bonello  |
| Canadá         | Crimes of the Future        | David Cronenberg  |
| Corea del Sur  | Decision to Leave           | Park Chan-wook    |
| Polonia        | EO                          | Jerzy Skolimowski |
| Estados Unidos | The Fabelmans               | Steven Spielberg  |
| Dinamarca      | Godland                     | Hlynur Pálmason   |
| Canadá         | The Maiden                  | Graham Foy        |
| Corea del Sur  | The Novelist’s Film         | Hong Sang-soo     |
| Francia        | Pacifiction                 | Albert Serra      |
| Francia        | Saint Omer                  | Alice Diop        |
| Francia        | Saturn Bowling              | Patricia Mazuy    |
| Estados Unidos | Showing Up                  | Kelly Reichardt   |
| Estados Unidos | TÁR                         | Todd Field        |
| Portugal       | Tommy Guns                  | Carlos Conceição  |
| Argentina      | Trenque Lauquen             | Laura Citarella   |
| Suiza          | Unrueh                      | Cyril Schäublin   |
| España         | You Have to Come and See It | Jonás Trueba      |

### Resto de categorías
| Mejor director - Laura Citarella – Trenque Lauquen - Alice Diop – Saint Omer - Todd Field – TÁR - Patricia Mazuy – Saturn Bowling - Albert Serra – Pacifiction - Jerzy Skolimowski – EO - Charlotte Wells – Aftersun | Mejor actor - Colin Farrell – The Banshees of Inisherin - Cosmo Jarvis – It Is In Us All - Benoît Magimel – Pacifiction - Luca Marinelli – Le Otto Montagne - Paul Mescal – Aftersun - Park Hae-il – Decision to Leave |
| Mejor actriz - Cate Blanchett – TÁR - Vicky Krieps – Corsage - Guslagie Malanda – Saint Omer - Rosy McEwen – Blue Jean - Ji-min Park – Return to Seoul - Tang Wei – Decision to Leave | Mejor actor de reparto - Alessandro Borghi – Le Otto Montagne - Barry Keoghan – The Banshees of Inisherin - Ke Huy Quan – Everything Everywhere All at Once - Achille Reggiani – Saturn Bowling - Ingvar Sigurðsson – Godland - Luis Zahera – As Bestas                                                                   |
| Mejor actriz de reparto - Hong Chau – Showing Up - Kerry Condon – The Banshees of Inisherin - Dolly de Leon – Triangle of Sadness - Pahoa Mahagafanau – Pacifiction - Kristen Stewart – Crimes of the Future - Michelle Williams – The Fabelmans | Mejor reparto - Alcarràs - The Banshees of Inisherin - The Fabelmans - Les Amandiers - Trenque Lauquen - Triangle of Sadness |
| Mejor guion original - Aftersun – Charlotte Wells - The Banshees of Inisherin – Martin McDonagh - Pacifiction – Baptiste Pinteaux, Albert Serra - Saint Omer – Amrita David, Alice Diop, Marie NDiaye - TÁR – Todd Field - Trenque Lauquen – Laura Citarella, Laura Paredes                                                                             | Mejor guion adaptado - Bones and All – David Kajganich - Both Sides of the Blade – Claire Denis - EO – Ewa Piaskowska, Jerzy Skolimowski - A Flower in the Mouth – Eric Beaudelaire, Anne-Louise Trividic - Le Otto Montagne – Charlotte Vandermeersch, Felix van Groeningen - Women Talking – Sarah Polley, Miriam Toews |
| Mejor fotografía - Aftersun – Gregory Oke - Decision to Leave – Kim Ji-yong - EO – Michal Dymek - Godland – Maria von Hausswolff - The Kings of the World – David Gallego - Pacifiction – Artur Tort | Mejor edición - Aftersun – Blair McClendon - Decision to Leave – Kim Sang-beom - Everything Everywhere All at Once – Paul Rogers - Moonage Daydream – Brett Morgen - Pacifiction – Albert Serra, Artur Tort, Ariadna Ribas - TÁR – Monika Willi                                                                           |
| Mejor diseño de producción - Bardo: False Chronicle of a Handful of Truths – Eugenio Caballero - Coma – Anna Bonello, Gaston Portejoie, Daphné Yvon - Crimes of the Future – Carol Spier, Dimitris Katsikis, Kimberley Zaharko - Decision to Leave – Ryu Seong-hie - Pacifiction – Sebastian Vogler - Saturn Bowling – Thierry François, Dorian Maloine | Mejor banda sonora - Aftersun – Oliver Coates - Crimes of the Future – Howard Shore - Decision to Leave – Jo Yeong-wook - EO – Pawel Mykietyn - Nope – Michael Abels - Stars at Noon – Tindersticks |
| Mejor diseño de sonido - Aftersun – Jovan Ajder - EO – Radoslaw Ochnio, Marta Weronska, Suraj Bardia - Nope – Johnnie Burn, José Antonio Garcia - Pacifiction – Jordi Ribas - TÁR – Deb Adair, Stephen Griffiths, Andy Shelley, Steve Single, Roland Winke - Unrueh – Roland Widmer, Miguel Moraes Cabral, Guido Keller                                 | Mejor película animada - Apollo 10 1/2: A Space Age Childhood - Fairytale - Guillermo del Toro’s Pinocchio - Inu-Oh - Marcel the Shell with Shoes On - No Dogs or Italians Allowed |
| Mejor documental - All the Beauty and the Bloodshed - Anhell69 - De Humani Corporis Fabrica - Malintzin 17 - Moonage Daydream - Tales of the Purple House | Mejor debut - Aftersun – Charlotte Wells - Blue Jean – Georgia Oakley - Eismayer – David Wagner - It Is In Us All – Antonia Campbell-Hughes - The Maiden – Graham Foy - Safe Place – Juraj Lerotić - Saint Omer – Alice Diop                                                                                              |
| Mejor intérprete revelación - Frankie Corio – Aftersun - Eden Dambrine – Close - Kayije Kagame – Saint Omer - Gabriel LaBelle – The Fabelmans - Guslagie Malanda – Saint Omer - Nadia Tereszkiewicz – Forever Young | |